# Anton Ondruš
Anton Ondruš (27 de marzo de 1950, Solčany) es un exfutbolista eslovaco. Jugaba como defensa y es uno de los jugadores más importantes de la historia del Slovan Bratislava. Fue el capitán de la selección de Checoslovaquia que se proclamó campeón de la Eurocopa 1976 y era considerado uno de los mejores defensas de la década de los setenta.

## Carrera

### Clubes
Ondruš comenzó a jugar en el Slovan Bratislava en el otoño de 1972. Con este club, ganó la liga checoslovaca en 1974 y 1975, y más tarde se convirtió en el capitán del equipo, jugando en total en 210 partidos y anotando 38 goles. El equipo ganó la copa checoslovaca en 1974.

### Selección nacional
Ondruš jugó 58 partidos con la selección de Checoslovaquia y anotó nueve goles. Como capitán, encabezó la selección nacional en el Campeonato de Europa de la UEFA de 1976. Su excelente actuación contra Países Bajos, capitaneada por Johan Cruyff, en semifinales, donde anotó dos goles (un gol en propia meta), abrió a su equipo la puerta del partido final en el que Checoslovaquia ganó la medalla de oro en el famoso partido de la noche de Belgrado contra el entonces campeón del mundo Alemania Federal. En el Campeonato de Europa de la UEFA de 1980, contribuyó a la medalla de bronce del equipo nacional.